# 南町 (東久留米市)
南町（みなみちょう）は、東京都東久留米市の町域。

現行行政地名は　南町一丁目から南町四丁目。
郵便番号は203-0031。

## 地理
東久留米市の南東部に位置する。
東から時計回りに、西東京市ひばりが丘、西東京市西原町、西東京市芝久保町、小平市花小金井、東久留米市前沢、東久留米市中央町、東久留米市南沢、に隣接する。

## 小・中学校の学区
市立小・中学校に通う場合、学区は以下の通りとなる。

2025年4月現在
| 丁目   | 番地        | 小学校     |
| ------ | ----------- | ---------- |
| 一丁目 | 1～2・5～6  | 第五小学校 |
| 一丁目 | 3・4・7～14 | 南町小学校 |
| 二丁目 | 全域        | 南町小学校 |
| 三丁目 | 全域        | 南町小学校 |
| 四丁目 | 全域        | 南町小学校 |

| 丁目   | 番地 | 中学校   |
| ------ | ---- | -------- |
| 一丁目 | 全域 | 南中学校 |
| 二丁目 | 全域 | 南中学校 |
| 三丁目 | 全域 | 南中学校 |
| 四丁目 | 全域 | 南中学校 |

## 交通

### 鉄道
鉄道空白地帯となる。
下記の駅がバス利用等での主な利用圏内となる。
| バス移動で利用可能な駅 |
| --- |
| 西武池袋線 - ひばりヶ丘駅(SI 13) - 東久留米駅(SI 14) 西武新宿線 - 田無駅(SS17) JR中央線 西武多摩川線 - 武蔵境駅(JC 13)(SW 01) |

### バス
- 西武バス滝山営業所

…が周辺の路線を運行している。

### 道路
- 東京都道・埼玉県道4号東京所沢線  - （青梅街道・所沢街道・新所沢街道）
- 東京都道245号杉並田無線 - (新青梅街道)
- 東久留米境通り
- 柳新田通り
- 新小金井久留米線
- 南町通り

## 施設

### 南町一丁目
- 都営東久留米南町一丁目アパート
- 都営東久留米南町第二アパート

### 南町三丁目
- 東久留米市立南町小学校